# Гао Линь
Гао Линь (кит. 郜林, пиньинь Gào Lín, род. 14 февраля 1986 года, в городе Чжэнчжоу, Хэнань, КНР) — китайский футболист, нападающий футбольного клуба Суперлиги Китая «Гуанчжоу Эвергранд» и сборной Китая. Прозвище — Гаолиньсманн.

## Клубная карьера
Гао Линь начал профессиональную карьеру в одном из самых известных клубов Китая — «Шанхай Шэньхуа» в 2005 году. Дебют за команду состоялся 21 августа 2005 года, в которой «Шанхай Шэньхуа» одержал победу со счётом 1-0 над Ляонин Чжунюй, а Гао Линь вышел на замену вместо Се Хуэя. Игроки команд-противников достаточно быстро привыкли против острого нападающего его роста, для того, чтобы закрепиться в основном составе он был вынужден несколько сезонов подряд играть на фланге. Только после того как другой нападающий Се Хуэй покинул "Шанхай Шэньхуа в по итогам сезона 2007 года, Гао стал регулярно попадать в состав, кроме того занял место впереди — в сезоне 2008 года он забил восемь мячей в двадцати матчах лиги и помог команде занять по итогам сезона призовое место.
Несмотря на то, что Гао Линь провёл в клубе лучший свой сезон, а также начал вызываться в основную сборную, «Шанхай Шэньхуа» отказался улучшить условия контракта и выставил игрока на трансфер в начале 2009 года. Предложения поступили из родного клуба Гао Линя «Хэнань Констракшн», представляющего Суперлигу Китая, а также южнокорейской команды «Чонбук Хёндэ Моторс» из К-лиги. Однако, слухи о возможном переходе так и остались слухами, а Гао Линь остался в Шанхае, с которым 21 февраля 2009 года удалось согласовать новые условия контракта, который был рассчитан на три года — до 2012 включительно.
10 марта 2010 года Гао Линь перешел в «Гуанчжоу Эвергранд», который со скандалом был отправлен в Первую лигу. Дебют игрока в Первой лиге состоялся 3 апреля 2010 года в игре против Команды Пекинского университета, в которой он забил два гола. 30 октября 2010 года, «Гуанчжоу» стал чемпионом Первой лиги второй раз, одержав домашнюю победу со счётом 3-1 над «Хунань Биллоуз». Гао Линь отметился хет-триком, который он забил в первом тайме, что позволило ему по итогам розыгрыша стать лучшим бомбардиром лиги с 20 мячами, с этим показателем он на шесть мячей обогнал занявшего второе место Е Вэйчао.

## Международная карьера
Гао вызывался в национальную команду на Олимпийский турнир 2008 года, где сыграл все три матча группового турнира. В основном составе выходил в первых двух играх, в третьей вышел на замену.
Дебют в молодёжной сборной состоялся 31 июля 2005 года против национальной команды Южной Кореи в рамках розыгрыша Чемпионата Восточной Азии 2005 года. В этом матче его необоснованно удалил на 5 минуте японский судья Юити Нисимура. EAFF отменила красную карточку, полученную Гао и извинилась перед ним на следующий день. Несмотря на то, что дебютный матч за молодёжный состав состоялся ещё в 2005 году, до 2009 года форвард не провёл ни одного мяча в ворота соперника. Удалось отличиться за сборную ему удалось 21 января в матче против национальной команды Вьетнама в квалификационном раунде Кубка Азии 2011, в которой ему удалось сделать хет-трик.
Забив гол в ворота национальной сборной Южной Кореи в Чемпионате Восточной Азии 2010, Гао помог команде Китая впервые обыграть Южную Корею, а также преодолеть китайскую «кореефобию» в футболе (Китай не мог обыграть Южную Корею в 28 официальных матчах с 1978 года).
В декабре 2018 года был включён в заявку на Кубок Азии 2019. 20 января в матче 1/8 финала против Таиланда отличился голом с пенальти на 71 минуте игры (2:1). Этот гол вывел сборную Китая в четвертьфинал турнира.

## Статистика выступлений
| Клуб               | Сезон     | Лига | Лига | Кубок КФА | Кубок КФА | Кубок Суперлиги | Кубок Суперлиги | Азия | Азия | Итого | Итого |
| Клуб               | Сезон     | Игры | Голы | Игры      | Голы      | Игры            | Голы            | Игры | Голы | Игры  | Голы  |
| ------------------ | --------- | ---- | ---- | --------- | --------- | --------------- | --------------- | ---- | ---- | ----- | ----- |
| Шанхай Шэньхуа     | 2005      | 5    | 0    | 1         | 0         | 0               | -               | -    | 0    | 6     | 0     |
| Шанхай Шэньхуа     | 2006      | 14   | 2    | 2         | 0         | -               | -               | 4    | 5    | 20    | 7     |
| Шанхай Шэньхуа     | 2007      | 12   | 0    | -         | -         | -               | -               | 2    | 1    | 14    | 1     |
| Шанхай Шэньхуа     | 2008      | 21   | 8    | -         | -         | -               | -               | -    | -    | 21    | 8     |
| Шанхай Шэньхуа     | 2009      | 19   | 4    | -         | -         | -               | -               | 0    | 0    | 19    | 4     |
| Гуанчжоу Эвергранд | 2010      | 23   | 20   | -         | -         | -               | -               | -    | -    | 23    | 20    |
| Итого              | 2005-2010 | 94   | 34   | 3         | 0         | 0               | 0               | 6    | 6    | 103   | 40    |

## Голы на международной арене
В списке результатов голы Китая представлены первыми.
Последнее обновление: 8 июня 2011
| №  | Дата             | Место       | Соперник              | Счёт | Итог | Соревнование                                   |
| -- | ---------------- | ----------- | --------------------- | ---- | ---- | ---------------------------------------------- |
| 1  | 21 января 2009   | Ханчжоу     | Вьетнам               | 1-0  | 6-1  | Кубок Азии по футболу 2011 (отборочный турнир) |
| 2  | 21 января 2009   | Ханчжоу     | Вьетнам               | 2-1  | 6-1  | Кубок Азии по футболу 2011 (отборочный турнир) |
| 3  | 21 января 2009   | Ханчжоу     | Вьетнам               | 6-1  | 6-1  | Кубок Азии по футболу 2011 (отборочный турнир) |
| 4  | 1 июня 2009      | Циньхуандао | Иран                  | 1-0  | 1-0  | Товарищеский матч                              |
| 5  | 18 июля 2009     | Тяньцзинь   | Государство Палестина | 2-0  | 3-1  | Товарищеский матч                              |
| 6  | 30 сентября 2009 | Хух-Хото    | Ботсвана              | 1-0  | 4-1  | Товарищеский матч                              |
| 7  | 10 февраля 2010  | Токио       | Южная Корея           | 2-0  | 3-0  | Чемпионат Восточной Азии 2010                  |
| 8  | 7 сентября 2010  | Нанькин     | Парагвай              | 1-1  | 1-1  | Товарищеский матч                              |
| 9  | 26 марта 2011    | Сан-Хосе    | Коста-Рика            | 1-2  | 2-2  | Товарищеский матч                              |
| 10 | 26 марта 2011    | Сан-Хосе    | Коста-Рика            | 2-2  | 2-2  | Товарищеский матч                              |
| 11 | 5 июня 2011      | Куньмин     | Узбекистан            | 1-0  | 1-0  | Товарищеский матч                              |
| 12 | 8 июня 2011      | Гуйян       | КНДР                  | 2-0  | 2-0  | Товарищеский матч                              |

## Достижения

### Клубные
Шанхай Шэньхуа
- Кубок Чемпионов Восточной Азии: 2007

 «Гуанчжоу Эвергранд»
- Первая лига Китая по футболу, чемпион: 2010
- Чемпион Китая: (5), 2011, 2012, 2013, 2014, 2015
- Обладатель Кубка Китая: (1), 2012
- Обладатель Суперкубка Китая: (1), 2012

### Национальная команда
Сборная Китая по футболу
- Чемпионат Восточной Азии, чемпион: 2005, 2010

### Индивидуальные
- Лучший бомбардир Первой лиги Китая по футболу 2010 (20 мячей)

## Интересные факты
За футбольную карьеру трижды менял номера: в 2005 году выступал под номером 35, в 2006—2008 под номером 29, в 2009 году — под номером 18 (все — в «Шанхай Шэньхуа»), перейдя в «Гуанчжоу Эвергранд» вновь стал выступать под номером 29.